# Kahlúa
Kahlúa és una marca de licor de cafè propietat de l'empresa Pernod Ricard i produïda a l'estat mexicà de Veracruz. La beguda conté rom, sucre i cafè aràbica.

## Història
Pedro Domecq va començar a produir Kahlúa el 1936, i el nom significa «casa del poble acolhua» en llengua nàhuatl. Jules Berman va ser el primer importador del licor als Estats Units d'Amèrica, fet que li va valer el sobrenom de «Mr. Kahlua».
L'empresa es va fusionar el 1994 amb Allied Lyons per convertir-se en Allied Domecq. Al seu torn, aquesta va ser adquirida parcialment l'any 2005 per Pernod Ricard, el major distribuïdor de begudes alcohòliques del món des de la seva fusió amb l'empresa sueca Vin & Sprit el març de 2008.
Des del 2004, la graduació alcohòlica de Kahlúa és del 20,0%; les versions anteriors tenien un 26,5%. Kahlúa Especial té una graduació alcohòlica del 36%, té una viscositat més baixa i és menys dolç que la versió normal. El 2021 Kahlúa va introduir un nou disseny d'ampolla per al mercat del Regne Unit. També va reduir el contingut alcohòlic al 16% «per abordar les tendències dels consumidors cap a un consum conscient i opcions més baixes en alcohol».
Kahlúa s'utilitza per a fer còctels o es pot beure sol amb gel. Algunes persones l'utilitzen per a cuinar postres i com a cobertura per a gelats, pastissos i pastissos de formatge. Es barreja de diverses maneres, sovint amb diferents combinacions de llet, nata, cafè i cacau. Com que Kahlúa està fet de grans de cafè, conté cafeïna. Kahlúa és un ingredient clau en diversos còctels populars com ara l'espresso martini, black russian i white russian.